# IRC+10420
IRC+10420, auch bekannt als V1302 Aquilae ist ein gelber Hyperriese im Sternbild Adler. Es wurde angenommen, dass der Stern ca. 4–6 Kiloparsecs von unserer Sonne entfernt ist, wobei neuere Daten der Gaia-Mission eher auf eine kleinere Distanz von weniger als 2 Kiloparsecs deuten.

## Entdeckung
IRC+10420 wurde erstmals 1969 entdeckt und im „Infrared Catalogue of 2.2 micron sources“ aufgeführt. Sehr früh wurde bemerkt, dass er ein ungewöhnlicher Stern war, da er mit 20 Microns und zusätzlich mit einem Infrarotexzess, zu den hellsten Objekten des Himmels gehört. Er wurde mit Eta Carinae während der Zeit ihres Ausbruchs verglichen. Es wurde auch entdeckt, dass er eine starke Quelle von Hydroxyl-Radikal-Maser Emissionen war. Manche Autoren und Forscher ordneten, aufgrund der umliegenden Nebel, IRC+10420 den protoplanetarischen Nebeln zu, nach vorherrschende Meinung war er aber ein sehr heller Superriese.

## Physikalische Eigenschaften
Obwohl er zu den hellsten Sternen, ca. 500.000 Mal heller als die Sonne, des Himmels gehört kann er aufgrund der großen Entfernung nicht ohne Teleskope beobachtet werden. Sein Spektrum änderte sich von „F“ zu einem „A“ während der letzten Dekaden ohne dabei an Helligkeit zu verlieren. Daraus wird geschlossen, da es sich um einen früheren roten Überriesen, der sich auf dem Hertzsprung-Russell-Diagramm bläulich färbt, und zu einem leuchtkräftigen blauen Veränderlichen, einem Wolf-Rayet-Stern oder zu einer Prä-Supernova verändert. Es wird vermutet, dass er sein Sternenleben mit der 40–50fachen Sonnenmasse begann, dann aber aufgrund starker Sternenwinde so viel Masse verlor, dass er auf die ca. 10fache Sonnenmasse schrumpfte und komplett von Materie umgeben wurde, was zuerst als eine falsche Photosphäre, aufgrund seiner extrem hohen Temperatur, gesehen wurde. Was jetzt zu sehen ist, ist nicht der Stern selber, sondern das ausgestoßene Gas des Sterns.

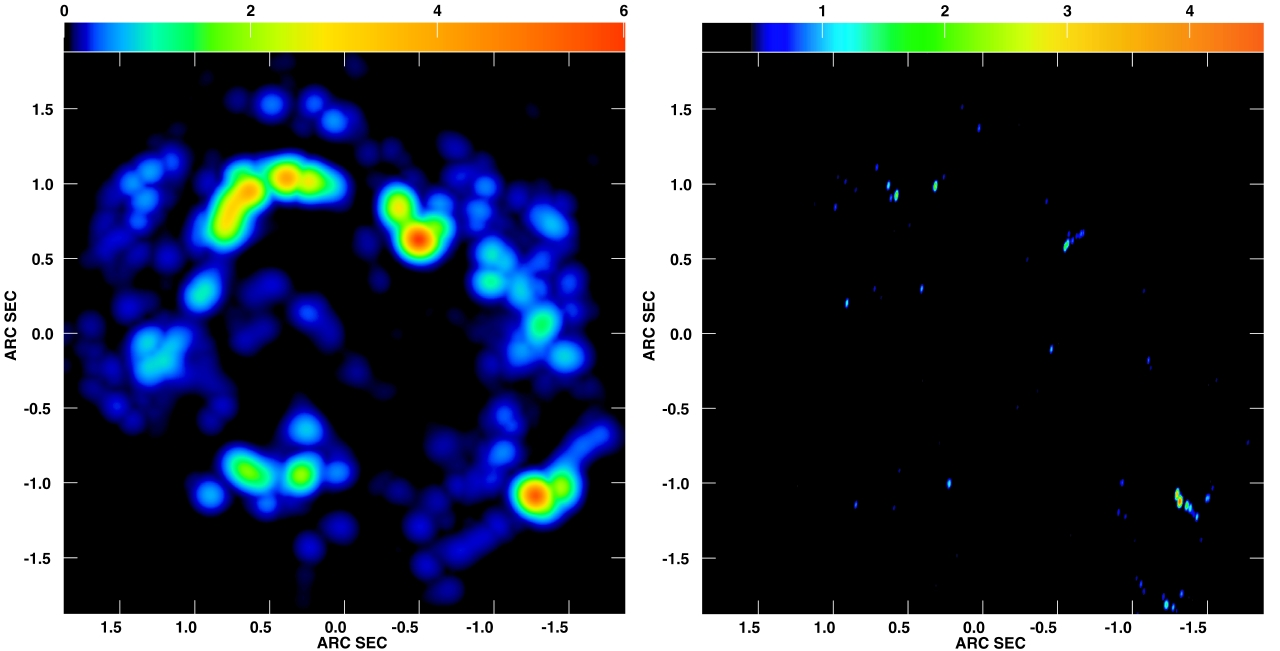
MERLIN und e-VLBI Aufnahmen der OH-Maser von IRC+10420

## Umgebende Nebel
IRC+10420 wird von einem Reflexionsnebel mit der 30–40fachen Masse der Sonne, ausgestoßen vom Stern, umgeben. Der Nebel wurde mit dem Hubble Space Telescope untersucht, dabei zeigten sich komplizierte Strukturen wie Bögen, Strahlen und Kondensationen, vergleichbar mit dem Nebel des roten Hyperriesen VY Canis Majoris.